# Батлер, Нэт
Нэт Ба́тлер (англ. Nat Butler; ? — ?) — один из первых профессиональных снукеристов; также играл на профессиональном уровне играл в английский бильярд.

## Биография и карьера
Родился Батлер в Абердине, Шотландия, но затем переселился в пригород Лондона и выступал на соревнованиях за Англию. Он несколько раз выигрывал крупные турниры по английскому бильярду, а в 1927 году принял участие в первом чемпионате мира по снукеру. На этом же турнире, только в 1930 году, Батлер дошёл до полуфинала, где проиграл Тому Деннису со счётом 11:13. Этот матч выдался очень напряжённым: в начале игры счёт был 4:4; к концу второго игрового дня Деннис вёл 10:6, но по завершении предпоследней сессии Нэт сократил отставание до 9:11, а затем и сравнял счёт. Но в итоге выиграл Том Деннис — 13:11.